# John-F.-Kennedy-Arboretum

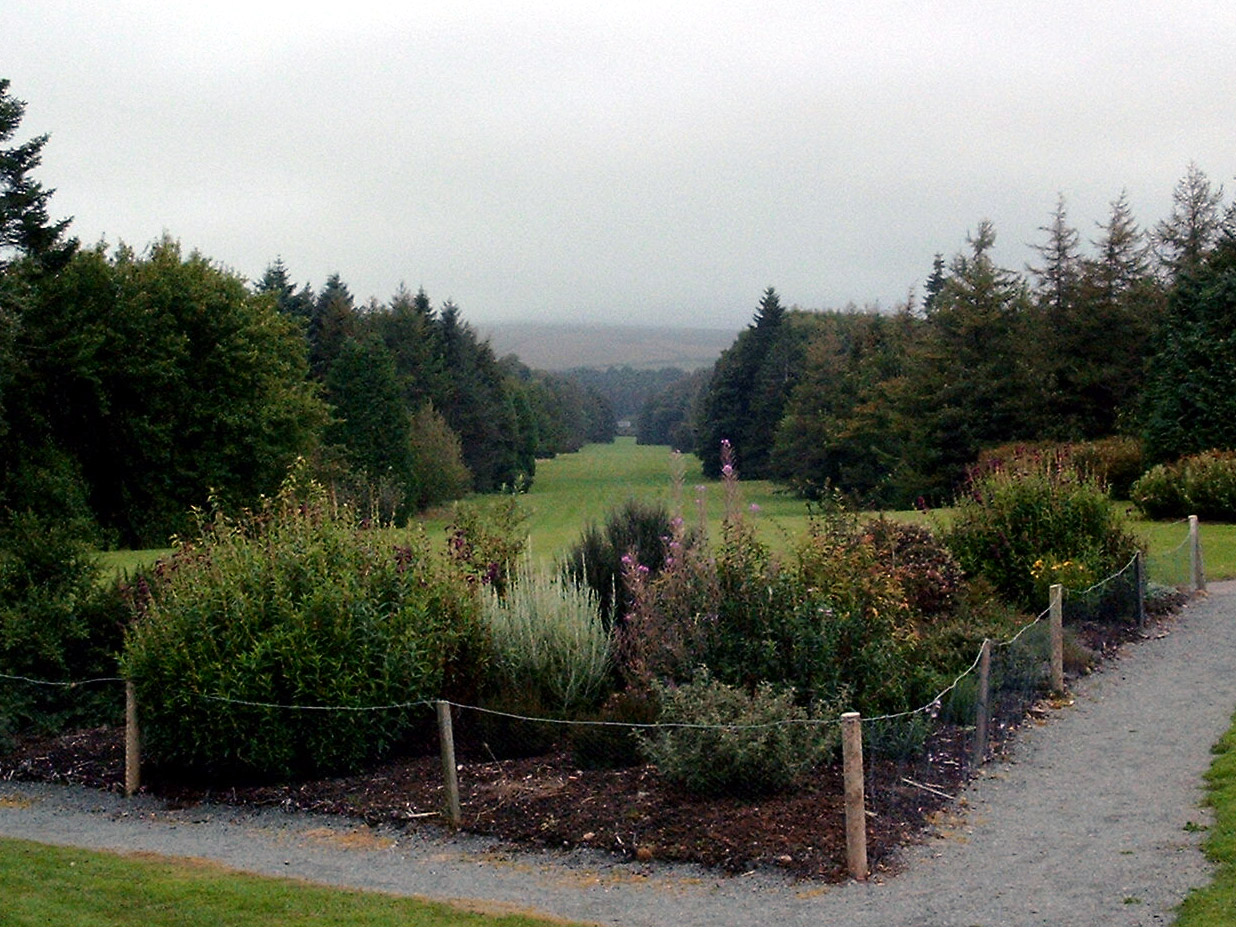

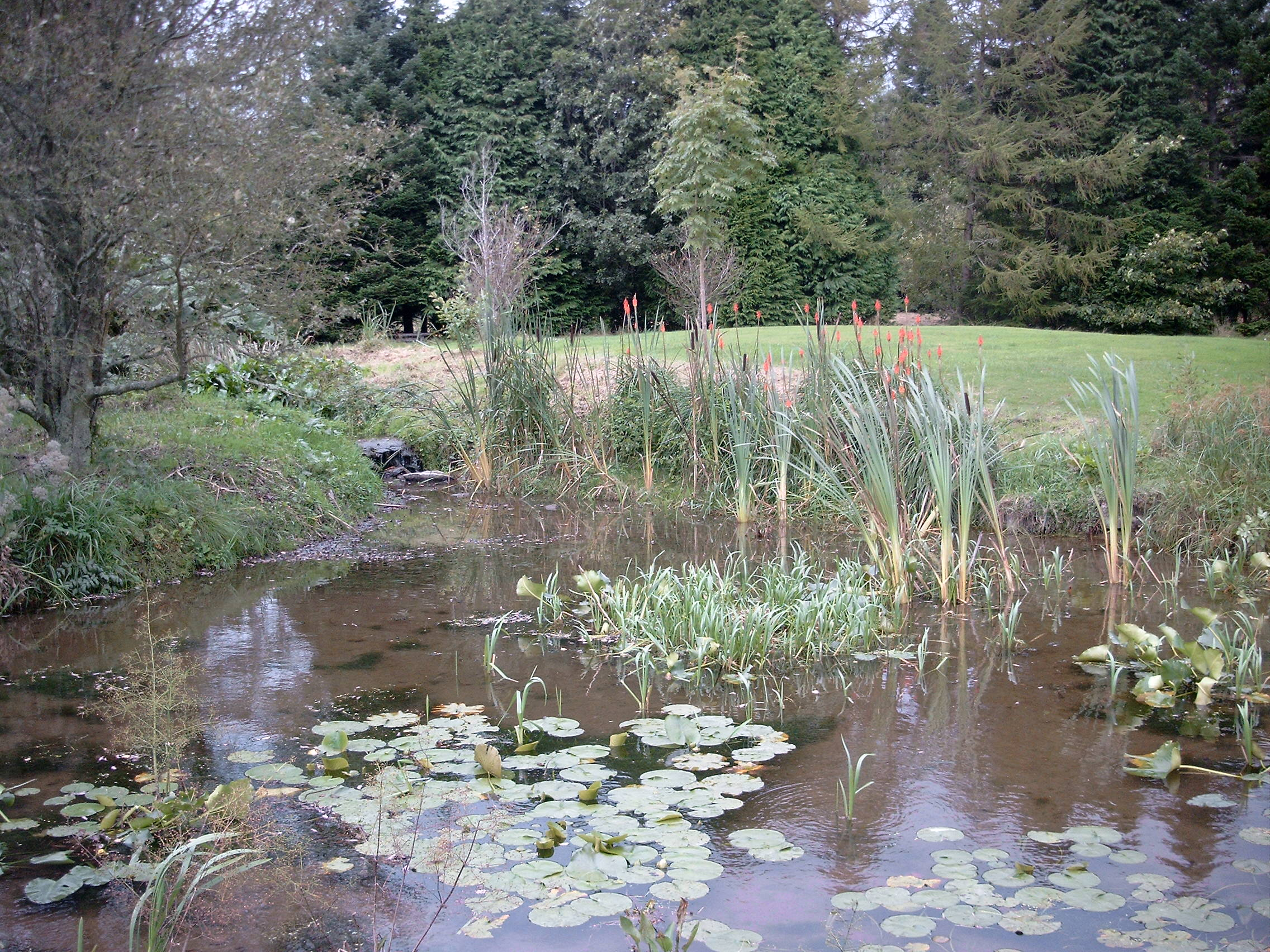

Das John-F.-Kennedy-Arboretum bei New Ross in der irischen Grafschaft Wexford ist ein unter öffentlicher Verwaltung (Dúchas – The Heritage Service) stehender Park. Auf 252 ha werden etwa 4.500 Arten Bäume und Sträucher gezeigt. Die Anlage erinnert daran, dass Kennedys Urgroßvater 1820 in der nahegelegenen Ortschaft Dunganstown zur Welt kam, was John F. Kennedy im Sommer 1963 zu einem Besuch im County Wexford veranlasste. Das Arboretum wurde am 29. Mai 1968 vom damaligen irischen Präsidenten Éamon de Valera eröffnet. Die Anlage wurde vor allem durch Spenden von US-Amerikanern irischer Herkunft ermöglicht.
Zu der Anlage gehört auch eine Panoramastraße, die auf den Gipfel des Slieve Coillte hinaufführt, von dem aus man einen weiten Ausblick auf die Hook-Halbinsel und die Umgebung hat. Am Aussichtspunkt erinnert ein Gedenkstein an die Irische Rebellion von 1798, die im County Wexford ihr Ende fand.
Die Anlage ist ganzjährig geöffnet.